# Letiště Riga
Letiště Riga (lotyšsky Starptautiskā lidosta "Rīga"; IATA: RIX, ICAO: EVRA) je mezinárodní letiště v Rize, hlavním městě Lotyšska, a největší letiště v Pobaltí s přímými lety do 77 destinací ve 30 zemích. Letiště se nachází cca 10 kilometrů na jihozápad od centra Rigy. Slouží jako základna (hub) pro airBaltic, SmartLynx Airlines, RAF-Avia, Vip Avia a Inversija a také slouží jako jedno z letišť Wizz Air. Lotyšský národní dopravce airBaltic je na letišti největší, za ním následuje Ryanair.
V roce 2017 bylo na letišti odbaveno 74 837 letů a 6 097 434 cestujících.

## Doprava z/na letiště
Autobusovou dopravu s centrem Rigy zajišťuje autobus č. 22, který jezdí cca každých 10-25 minut. Cesta trvá přibližně 25 minut. Lze jet také minibusem č. 241 a expresním autobusem č. 322. Jízda taxi trvá cca 15 minut.